# ゼフィ・ティルベリー
- ゼフィー・ティルバリー

ゼフィ・ティルベリー（英語: Zeffie Tilbury, 1863年11月20日 - 1950年7月24日）は、イギリスの女優。表記ゆれとして、ゼフィー・ティルバリーがある。

## 生涯
ヴィクトリア朝のバーレスクのスターであるリディア・トンプソンと馬術教官ジョン・クリスチャン・タルベリーの一人娘として、イングランド・ミドルセックスのパディントンに生まれた。父・ジョンは、ジャンプ・レース中に馬から転げ落ちたことが原因で1864年に死亡した。
その後、ゼフィはロンドンの演劇界でデビューを果たし、ニューヨークのブロードウェイでも活躍した 。
これまで70本以上の映画に出演しており、このうちルドルフ・バレンチノとアラ・ナジモバが主演を務めた1921年のサイレント映画『カミーユ』のフィルムが現存している。また、聡明ないしは邪悪な年長者の役を演じることも多く、『船出の朝』でグレタ・ガルボが演じるアーデンと夕食の席についた女ギャンブラーを演じたほか、『怒りの葡萄』ではトムの祖母を、『タバコ・ロード』ではグランマ・レスターをそれぞれ演じた。
ゼフィは生涯に2度結婚しており、一度目の夫であるアーサー・フレデリック・ルイスとは1887年6月に結婚した。二度目の夫であるL. E.ウッドスロープとは1915年4月8日に死別している。
1950年、カリフォルニア州ロサンゼルスにて死去した。86歳没。

## 主な出演作品
- Blind Man's Lucky (1917)
- The Avalanche (1919)
- 恋の薄衣　Clothes (1920)
- 椿姫 Camille (1921)
- 船出の朝 The Single Standard (1929)
- 怪探偵張氏 Charlie Chan Carries On (1931)
- en:Mystery Liner (1934)
- 倫敦の人狼 Werewolf of London (1935)
- 真珠の頚飾 Desire (1936)
- The Bohemian Girl (1936)
- en:Anthony Adverse (1936)
- 豪華一代娘 The Gorgeous Hussy (1936)
- Second Childhood (1936)
- セイルムの娘 en:Maid of Salem (1937)
- en:Arrest Bulldog Drummond (1939)
- en:Balalaika (1939)
- Tell No Tales (1939)
- 怒りの葡萄 The Grapes of Wrath (1940)
- タバコ・ロード Tobacco Road (1941)